# Joaquim Andrade (Radsportler, 1969)
Joaquim Adrego Andrade (* 16. August 1969) ist ein ehemaliger portugiesischer Radrennfahrer.
Joaquim Adrego Andrade gewann 1991 die Algarve-Rundfahrt. 1997 gewann er eine Etappe bei der Tour du Poitou-Charentes und konnte so auch die Gesamtwertung für sich entscheiden. Bis 1999 fuhr er für das portugiesische Radsport-Team Maia. 2001 wechselte er zu Cantanhede-Marques de Marialva, wo er ein Jahr später portugiesischer Zeitfahrmeister wurde und die Volta ao Alentejo gewann. Im folgenden Jahr wiederholte er den Erfolg bei der Zeitfahrmeisterschaft. Seit 2005 fährt Andrade für das portugiesische Continental Team Riberalves, mit dem er 2005 den nationalen Meistertitel im Straßenrennen gewann.
Sein Vater Joaquim Andrade (* 1945) war ebenfalls Radrennfahrer und gewann die Portugal-Rundfahrt 1969. Auch sein Bruder José Andrade (* 1972), war Radrennfahrer.

## Palmarès
1990
- Porto–Lisboa

1991
- Algarve-Rundfahrt

1997
- Tour du Poitou-Charentes

2002
- Portugiesischer Zeitfahrmeister
- Volta ao Alentejo

2003
- Portugiesischer Zeitfahrmeister

2005
- Portugiesischer Straßenmeister

## Teams
- 1996: Maia-Jumbo-Cin
- 1997: Maia
- 1998: Maia-Cin
- 1999: Maia-Cin
- 2000: Barbot-Torrie
- 2001: Cantanhede-Marques de Marialva
- 2002: Cantanhede-Marques de Marialva
- 2003: Porta da Ravessa-Bom Petisco
- 2004: Würth-Bom Petisco
- 2005: Riberalves-Goldnutrition
- 2006: Riberalves-Alcobaca
- 2007: Paredes Rota dos Moveis

| Personendaten    | Personendaten                                |
| ---------------- | -------------------------------------------- |
| NAME             | Andrade, Joaquim                             |
| ALTERNATIVNAMEN  | Andrade, Joaquim Adrego (vollständiger Name) |
| KURZBESCHREIBUNG | portugiesischer Radrennfahrer                |
| GEBURTSDATUM     | 16. August 1969                              |